# Johann Christian Kerstens
Johann Christian Kerstens (* 17. Dezember 1713 in Stade; † 5. Juni 1801 in Kiel) war ein deutscher Chemiker, Physiker, Naturforscher, Alchemist und Mediziner, der lange in Moskau und danach in Kiel wirkte.
Kerstens studierte in Halle und wurde dort 1750 zum Dr. phil. promoviert und 1757 zum Dr. med. Kerstens war von 1757/58 bis 1770 Professor für Chemie und Metallurgie in Moskau und Arzt an einem dortigen Krankenhaus. Er war Gründer der Medizinischen Fakultät an der Universität Moskau und war dort der erste Medizinprofessor. Allerdings begannen wirkliche Medizinvorlesungen erst 1764 mit Johann Friedrich Erasmus aus Straßburg (gestorben 1777), der Anatomievorlesungen hielt und dies an sezierten Leichen demonstrierte (1767 veröffentlichte er anatomische Zeichnungen in Moskau für seine Studenten). Eine weitere wichtige Persönlichkeit in der damaligen Lehre der Medizin in Moskau war Semion G. Zybelin (1735–1802). Kerstens hielt ab 1764 auch (bereits 1755 geplante) Vorlesungen über Pharmazie (Materia Medica und Simplizien-Kunde), Naturgeschichte und Physik. Die Vorlesungen wurden in Latein und Deutsch gehalten. Ab 1770 war er Medizinprofessor an der Universität Kiel.
In Moskau hatte er in okkulten Freimaurer-Kreisen – etwa bei dem Gründer einer okkulten Freimaurerloge Peter Melissino oder Melisino (1726–1797) und dem französischen Botschafter Corberon – den Ruf eines Alchemisten, zu einer Zeit als man sich dort in höheren Kreisen sehr für Alchemie interessierte.
Im Jahr 1773 wurde er Mitglied der Leopoldina.
1777 veröffentlichte er in Hamburg eine Übersetzung aus dem Französischen eines Buches von Samuel Auguste Tissot über Onanie. Er gab  auch weitere Schriften von Tissot in deutscher Übersetzung heraus. 1780 wurde der Botaniker Friedrich Heinrich Wiggers bei ihm promoviert.